# Otonovice

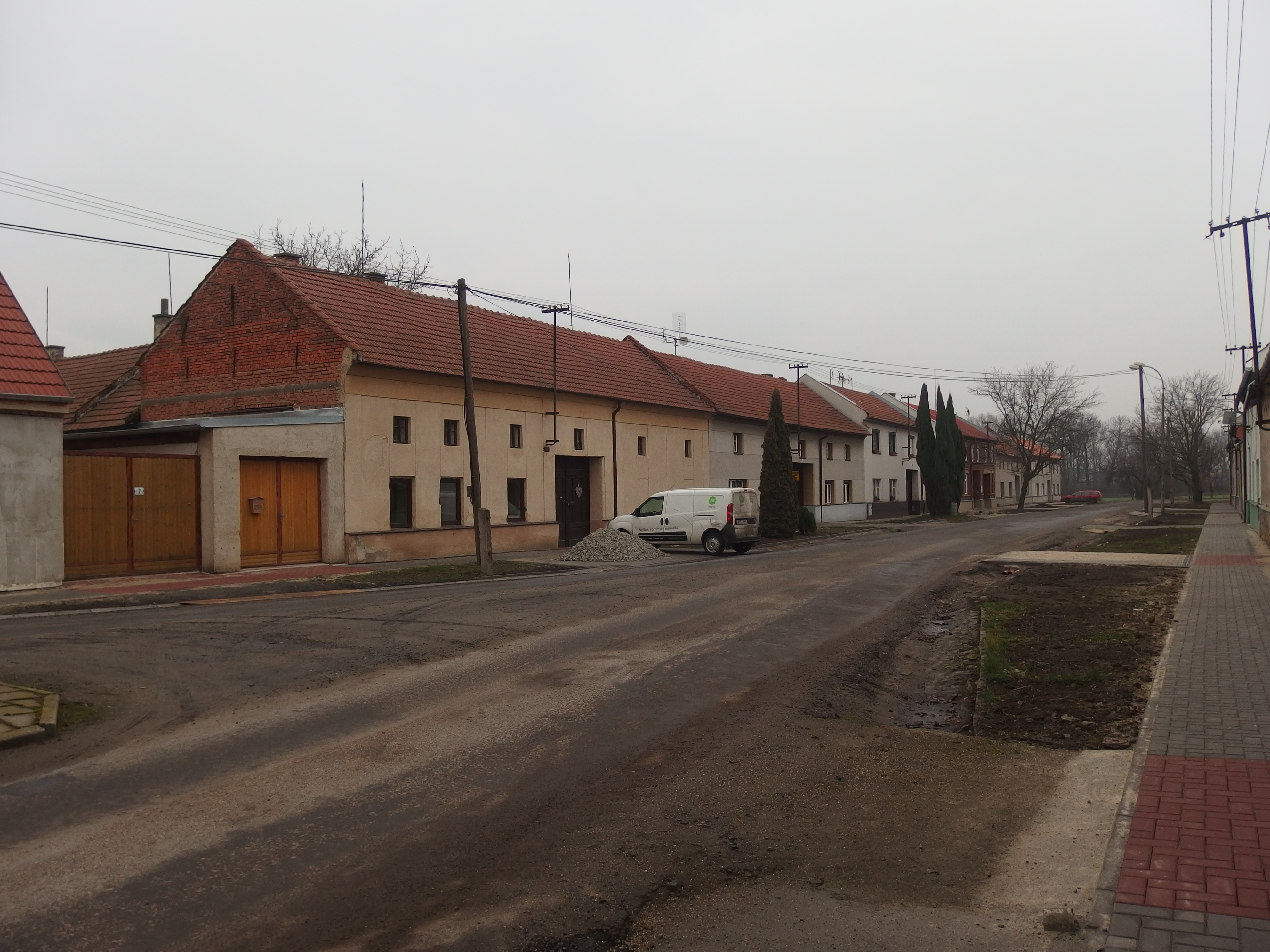
Dorfanger

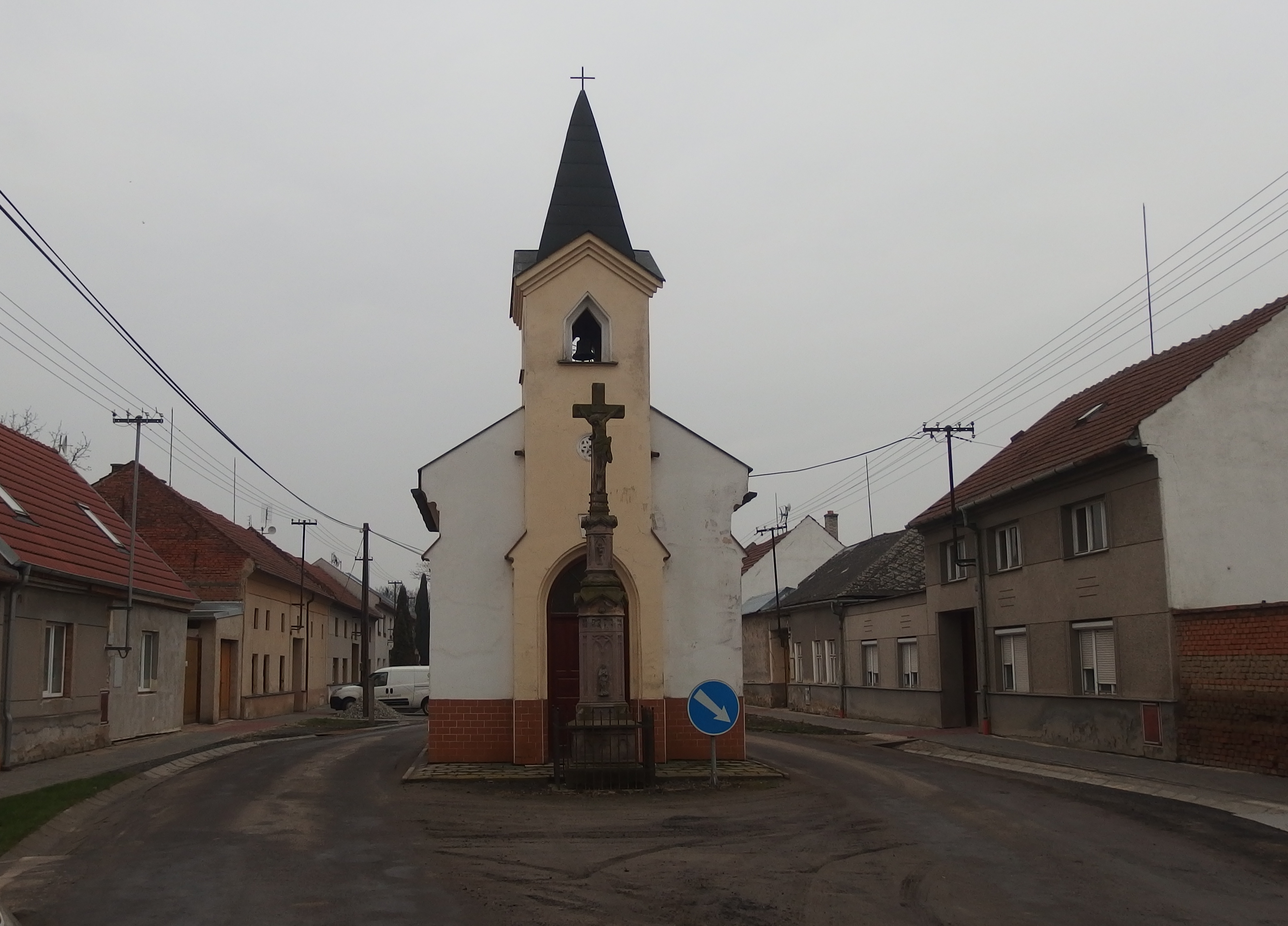
Kapelle der hl. Kyrill und Method

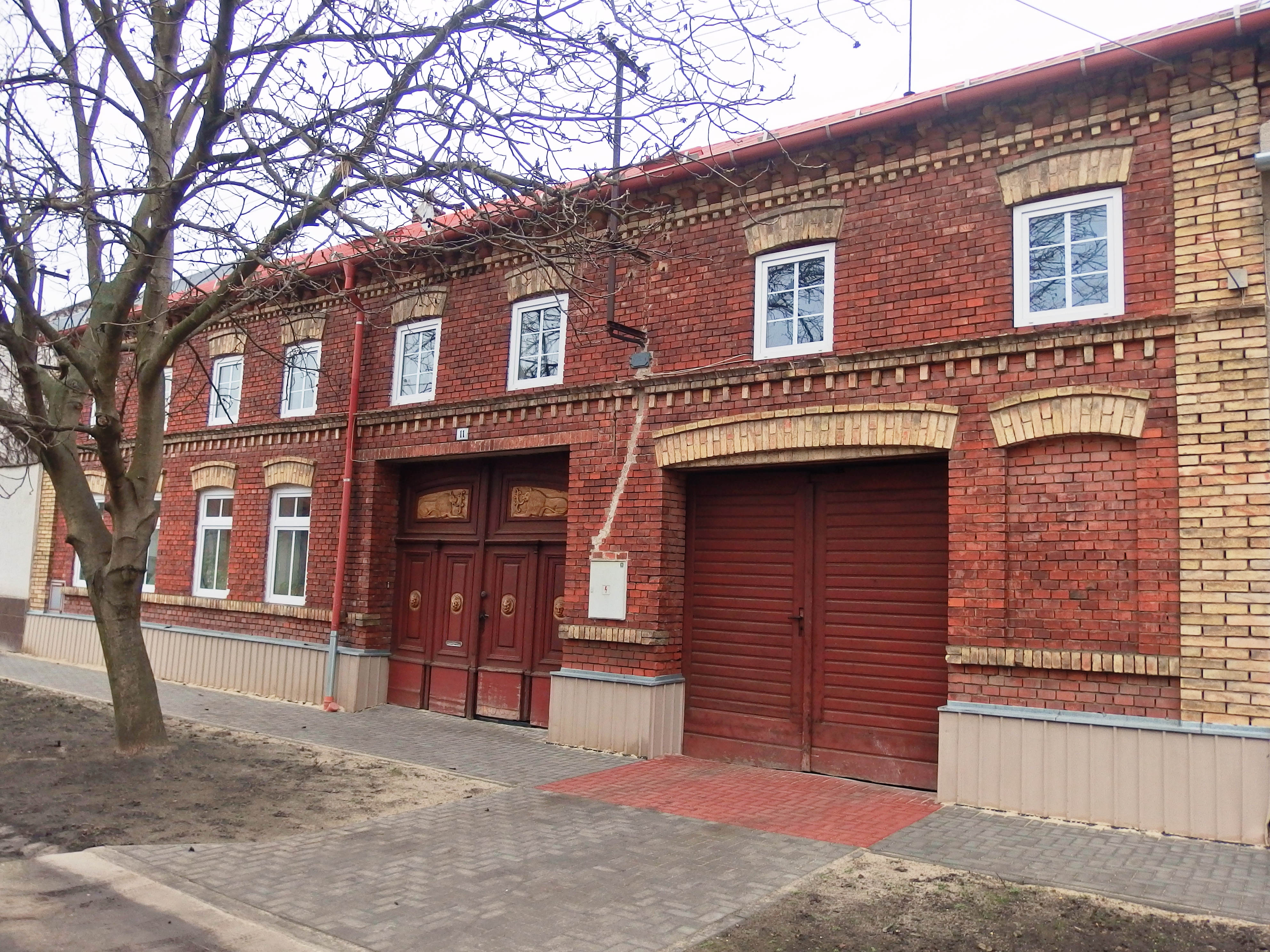
Haus Nr. 11

Otonovice (deutsch Ottonowitz) ist ein Ortsteil der Gemeinde Hrubčice in Tschechien. Er liegt sieben Kilometer südöstlich von Prostějov und gehört zum Okres Prostějov.

## Geographie
Das Straßendorf Otonovice befindet sich am rechten Ufer des Flüsschens Valová, oberhalb der Einmündung der Vřesůvka, in der Obermährischen Senke (Hornomoravský úval). Nördlich des Dorfes verläuft die Staatsstraße II/434 zwischen Bedihošť und Tovačov, westlich die II/367 zwischen Prostějov und Kojetín.
Nachbarorte sind Kralice na Hané und Vítonice im Norden, Hrubčice im Nordosten, Klopotovice und Viklice im Osten, Ivaň, Oplocany, Arnoštov und Polkovice im Südosten, Klenovice na Hané und Čelčice im Süden, Čehovice im Südwesten, Žešov im Westen sowie Václavovice, Bedihošť und Kralický Háj im Nordwesten.

## Geschichte
Das mährische Gut Hrubschitz bildete eine Pfründe des Olmützer Metropolitankapitels, dessen Nutznießer der jeweilige Domdechant war. Im Jahre 1785 ließ das Kapitel die Hrubschitzer Meierhofsfluren mit Ausnahme einer Restfläche von hundert Joch parzellieren. Im Zuge der Raabisation entstand 1787 auf Fluren des Hofes die nach dem Dechanten Johann Anton Otto Minckwitz von Minckwitzburg benannte Familiantenkolonie Ottinowitz. Die 25 Siedler erhielten je zwölf Metzen Ackerland zugewiesen, außerdem entstand ein Wirtshaus sowie ein hölzerner Glockenturm. 1808 wurde ein neuer gemauerter Glockenturm gebaut.
Im Jahre 1835 bestand das im Olmützer Kreis gelegene Dorf Ottonowitz bzw. Otonowice aus 27 Häusern mit 138 Einwohnern. Erwerbsquelle bildete die Landwirtschaft. Im Ort gab es ein Wirtshaus, in dem Wisternitzer Bier ausgeschenkt wurde. Pfarrort war Kralitz, die Schule befand sich in Hrubschitz. Bis zur Mitte des 19. Jahrhunderts blieb Ottonowitz dem Dignitätsgut Hrubschitz untertänig.
Nach der Aufhebung der Patrimonialherrschaften bildete Ottonice / Ottonowitz ab 1850 einen Ortsteil  der Gemeinde Hrubšice / Hrubschitz im Gerichtsbezirk Proßnitz. Am 28. April 1852 zerstörte ein Großfeuer das gesamte Dorf; ein Mensch und zahlreiches Vieh kamen in dem Flammen ums Leben. Während des Deutschen Krieges erlitt das Dorf 1866 Schäden, die mit 810 Gulden und 105 Scheffel Korn ausgeglichen wurden. Ab 1869 gehörte Ottonice zum Bezirk Proßnitz; zu dieser Zeit hatte das Dorf 132 Einwohner und bestand aus 27 Häusern. Seit den 1870er Jahren wurden alternativ Otonovice bzw. Otonice, seit 1893 nur noch Otonovice, als tschechische Ortsnamen verwendet. Anlässlich des 100. Jubiläums der Ortsgründung wurde 1887–1888 anstelle des Glockenturmes die Kapelle errichtet. 1894 erfolgte der Bau einer neuen Brücke über die Valová. Im Jahre 1900 lebten in Otonovice 159 Personen; 1910 waren es 171. Der Fahrweg nach Hrubčice wurde 1906 durch eine Straße ersetzt, die zwei Jahre später auch bis Čehovice fortgeführt wurde. In den Jahren 1911–1912 wurde die Valová reguliert, im Zuge dessen erfolgte 1911 auch der Neubau der Brücke über den Fluss. Nach dem Ersten Weltkrieg zerfiel der Vielvölkerstaat Österreich-Ungarn, das Dorf wurde 1918 Teil der neu gebildeten Tschechoslowakischen Republik. Beim Zensus von 1921 lebten in den 37 Häusern von Otonovice 193 Tschechen. 1930 bestand Otonovice aus 40 Häusern und hatte 177 Einwohner. Von 1939 bis 1945 gehörte Otonovice / Ottonowitz zum Protektorat Böhmen und Mähren. Zum Ende des Zweiten Weltkrieges besetzten am 7. Mai 1945 Einheiten der Wehrmacht das Dorf, drangsalierten und plünderten die Einwohner und verminten die Brücke. Am nächsten Tag setzte der Beschuss durch sowjetische Artillerie ein. Die Druckwelle bei der Explosion der Brücke deckte fast alle Dächer in Otonovice ab, einige Häuser waren ganz zusammengestürzt; Menschenleben waren jedoch nicht zu beklagen. Am 9. Mai 1945 nahm die Rote Armee den Ort ein.
Im Jahre 1950 hatte Otonovice 161 Einwohner. 1974 wurde eine Verkaufsstelle vom Typ „Okál“ gebaut. Beim Zensus von 2001 lebten in den 50 Häusern von Otonovice 113 Personen.

## Ortsgliederung
Der Ortsteil Otonovice ist Teil des Katastralbezirkes Hrubčice.

## Sehenswürdigkeiten
- Kapelle der hl. Kyrill und Method, errichtet 1887–1888 für 1135 Gulden durch das Bauunternehmen „Konečný a Nedělník“ aus Prostějov. Die feierliche Grundsteinlegung war am 28. September 1887; die Weihe erfolgte am 27. Juli 1888. Während der Kämpfe zum Ende des Zweiten Weltkrieges wurde die Kapelle zerschossen. Die letzte Instandsetzung erfolgte im Jahre 2000 für 150.000 Kč.[3]
- Steinernes Kreuz vor der Kapelle, geschaffen 1811